# Laurenzkirche (Katzelsdorf)

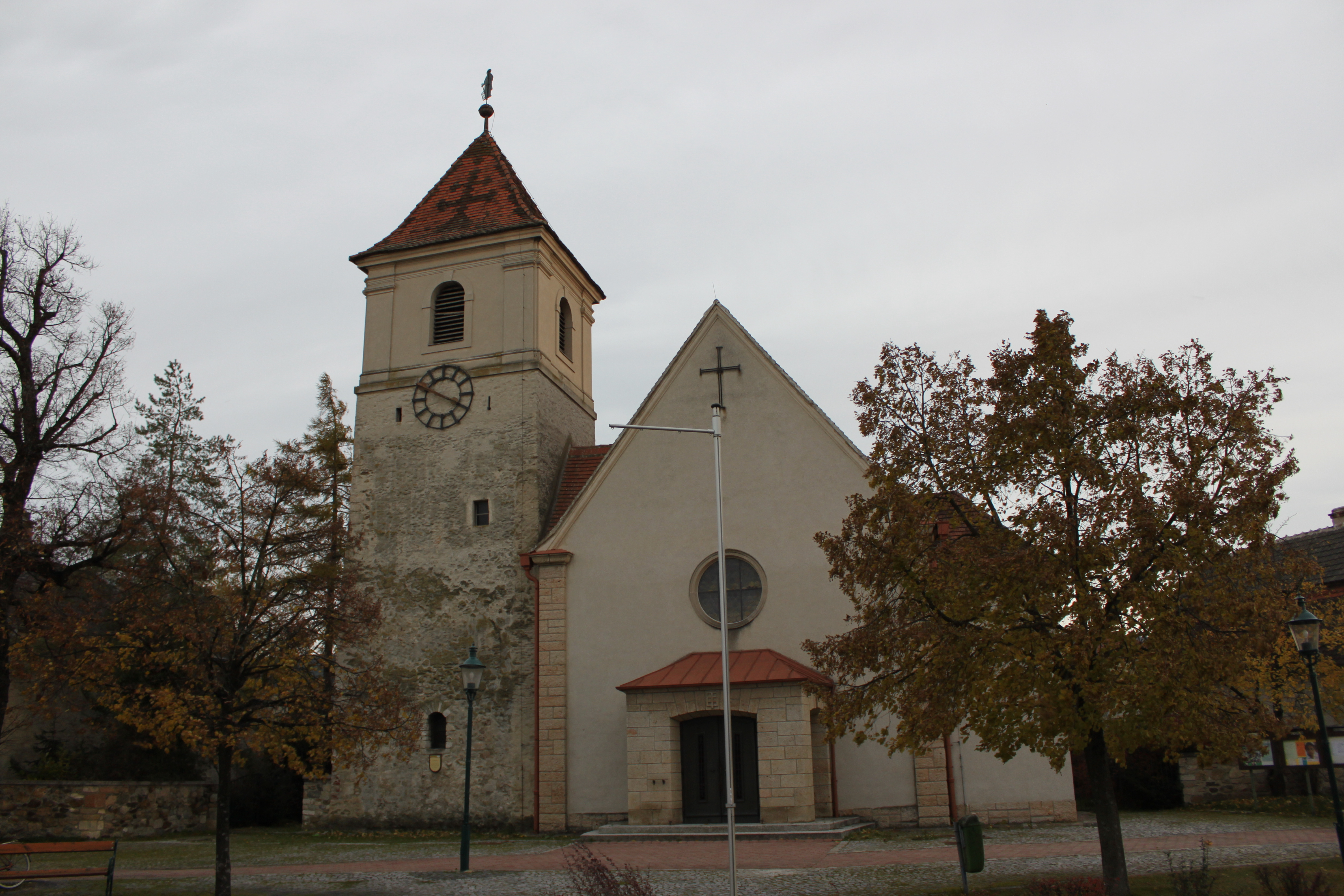
Dorfkirche hl. Laurenz

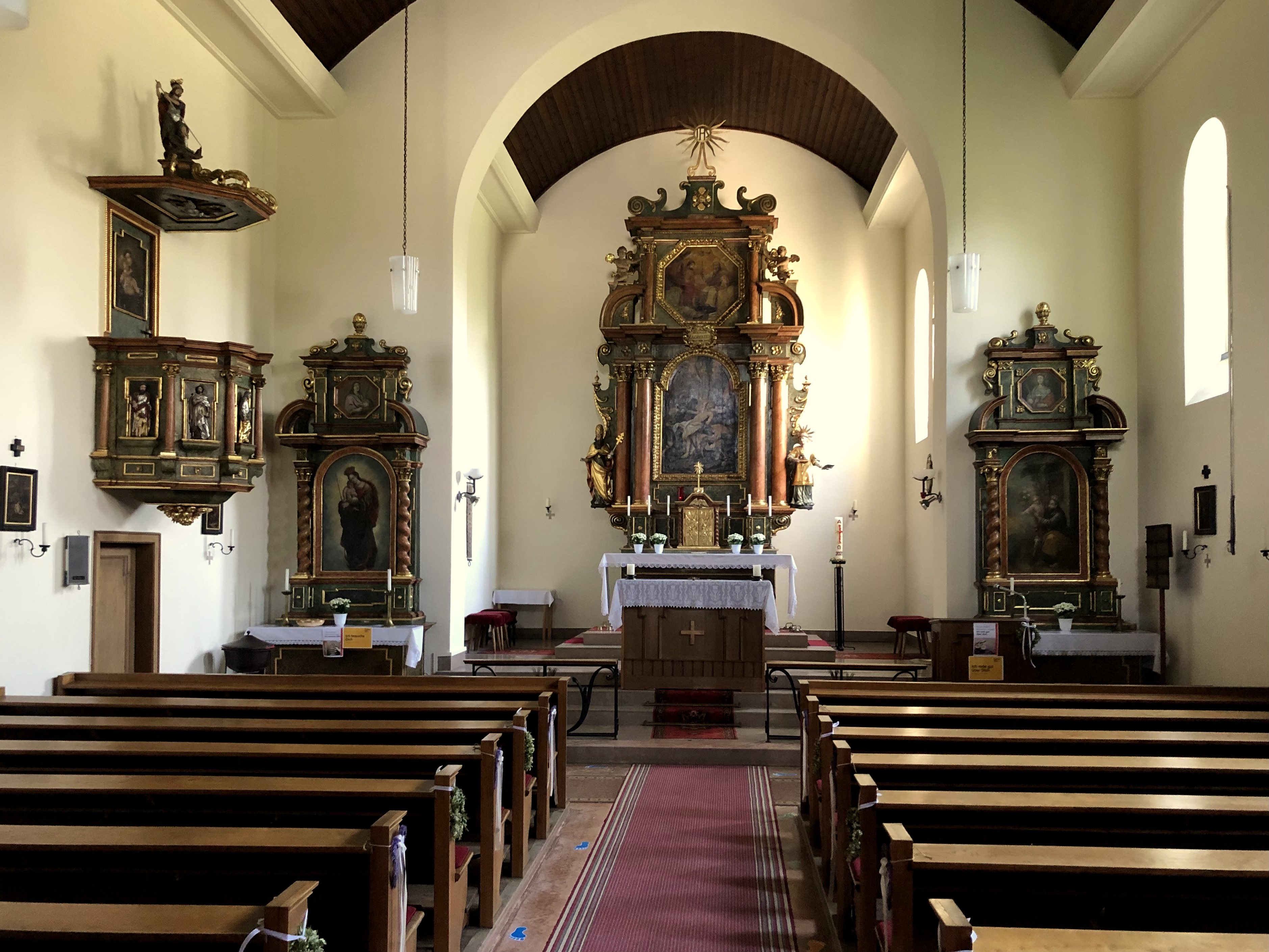
Innenansicht

Die römisch-katholische Filialkirche hl. Laurenz ist die Dorfkirche in der Ortsmitte an der Hauptstraße in der Gemeinde Katzelsdorf in Niederösterreich. Das Kirchengebäude steht unter Denkmalschutz (Listeneintrag).
Die anfängliche Filialkirche der Pfarrkirche hl. Nikolaus in Lanzenkirchen wurde im Jahre 1783 der Pfarrkirche hl. Radegundis auf der Klosterhöhe von Katzelsdorf unterstellt. Die Kirche war nach einem Luftangriff im Jahre 1944 eine Ruine. Von 1952 bis 1957 wurde der mittelalterliche Nordturm aus der 2. Hälfte des 13. Jahrhunderts restauriert. Der mächtige Turm aus Bruchsteinmauerwerk mit einem frühbarocken Obergeschoß mit Rundbogenschallfenstern trägt ein Zeltdach. Im Erdgeschoß ist heute ein nun flach gedeckter Kapellenraum, welcher bei der Restaurierung statisch verstärkt und eingeengt wurde, und in der ursprünglichen Nutzung ein romanisches Chorquadrat war.
Von 1957 bis 1958 wurde nach den Plänen des Architekten Hans Petermair zum erhaltenen Turm eine Saalraumkirche angebaut, wobei die Ausrichtung entgegen dem Vorgängerbau von Nordost nach Südost gedreht wurde. Das Langhaus mit geradem eingezogenem Chor unter Satteldächern zeigen einfache Fassaden mit Eckquadrierung und Rundbogenfenstern. Der Nordfront neben dem Turm wurde ein offener Portalvorraum vorgestellt. Östlich an Langhaus und Chor wurde eine Sakristei angebaut. Langhaus und Chor mit einem hohen rundbogigen Triumphbogen als Übergang sind an den Decken mit flachen Holztonnen über kräftigen Gesimsen abgeschlossen.
Die einheitliche Einrichtung der Kirche aus dem 17. Jahrhundert wurde gerettet und übernommen. Die Orgel von Friedrich Deutschmann aus dem Jahre 1820 wurde im Jahre 1963 aus der Ursulinenkirche in Wien-Innere Stadt hierher übertragen.